# Chirocephalus neumanni
Chirocephalus neumanni är en kräftdjursart som beskrevs av Hartland-Rowe 1967. Chirocephalus neumanni ingår i släktet Chirocephalus och familjen Chirocephalidae. Inga underarter finns listade i Catalogue of Life.